# Forvik
L'isola di Forvik (in inglese: Forewick Holm) è un isolotto delle Shetland, a nord della Scozia.

## Geografia fisica

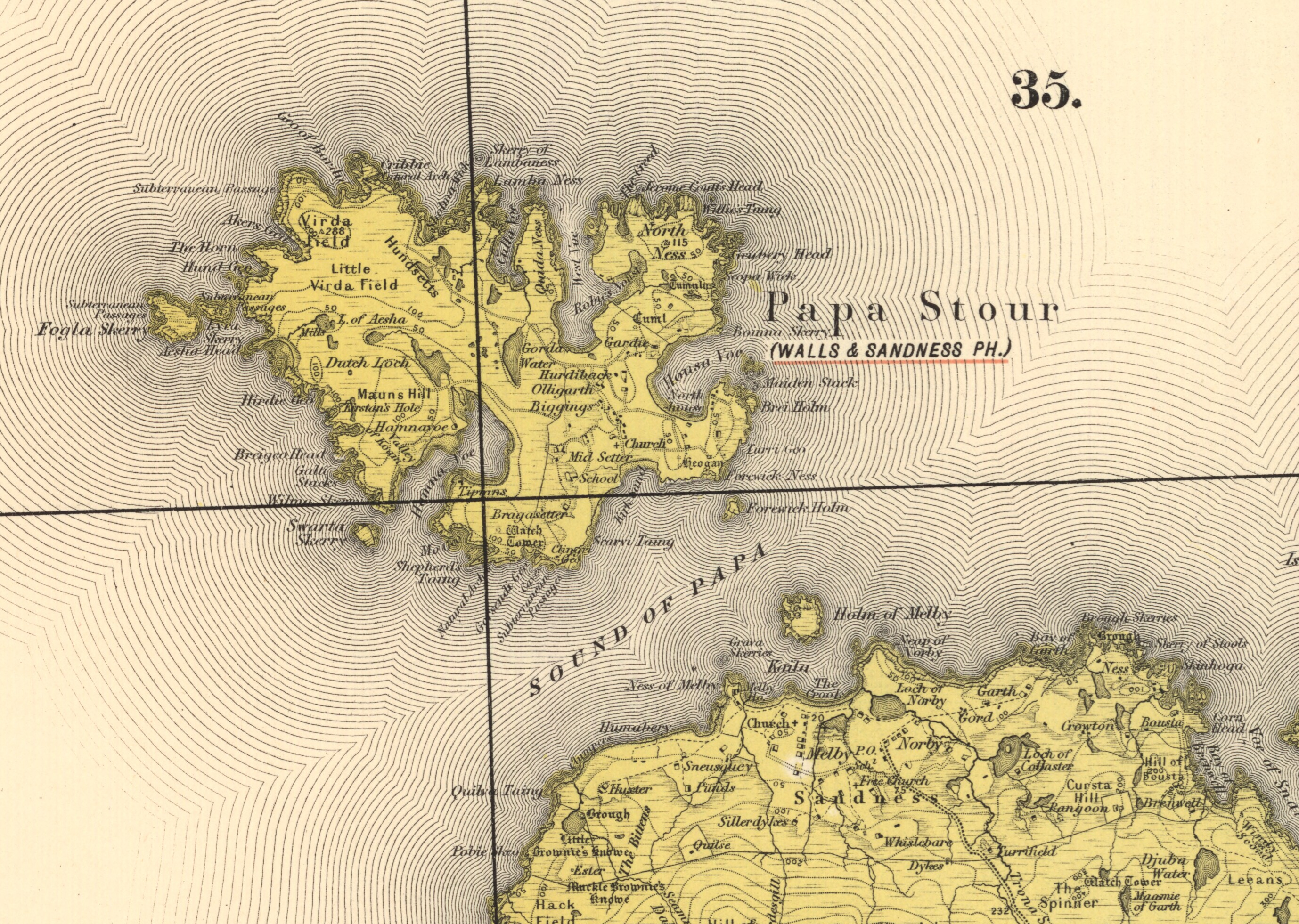
Una carta di Papa Stour del 1890; Forvik è la piccola isola a sud-est

L'isola si trova a circa 200 m a sud del promontorio di Forewick Ness, sull'isola di Papa Stour, e 15 km a nord di Melby, sulla penisola di Sadness. Un piccolo isolotto, chiamato Scarf's Head, è accessibile da Forewick Holm con la bassa marea. L'isola misura circa un ettaro; ha una forma abbastanza regolare, con secche pericolose lungo la costa occidentale e meridionale e con scogliere lungo l'arrotondata costa nord-orientale. L'accesso via mare non è agevole.

## Origini del nome
Il nome ufficiale dell'isola, Forewick Holm, è composto dai termini anglicizzati Fore (dall'antico norvegese får, "pecora"), wick (dal norreno vik, "baia stretta") e Holm, nome comune nelle Orcadi e Shetland per riferirsi ad isole piccole e rotonde.

## Storia
Sulla popolazione dell'isola ci sono pochissime informazioni; non ci sono documenti che comprovano che essa sia stata abitata in modo permanente. 
La nave SS Highcliffe vi naufragò il 6 febbraio 1940. Stava trasportando un carico di minerale di ferro da Narvik a Immingham. L'attuale proprietà dell'isolotto è contesa tra Mark King, residente a Papa Stour, e Stuart Hill, residente a Cunningsburgh. Quest'ultimo è un pensionato inglese che si è stabilito nelle Shetland dopo essere naufragato lì nel 2001 durante un tentativo fallito di circumnavigare le isole britanniche, guadagnandosi il soprannome di Captain Calamity. Hill sosteneva che gli atti di proprietà "per occupazione" (secondo l'antica udal law norvegese) gli erano stati consegnati dal proprietario Mark King nel 2008 ed asseriva di avere un documento firmato che lo attestava. Da parte sua King affermava di aver accettato di vendere l'isola a Hill. Nel marzo 2009 King ne rivendicò nuovamente la proprietà, dichiarando che Hill non aveva pagato l'isola come concordato.

## Micronazione

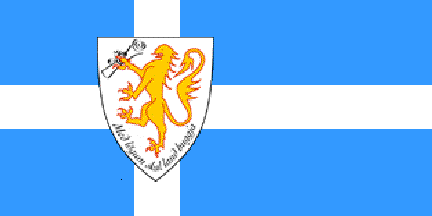
La bandiera dello "Stato sovrano di Forvik"

Il 21 giugno 2008 Stuart Hill dichiarò unilateralmente che l'isola di Forvik è una dipendenza della Corona britannica e quindi non fa parte del Regno Unito. Inizialmente il nome ufficiale era Dipendenza della Corona di Forvik, in seguito fu modificato in Stato sovrano di Forvik. Hill annunciò inoltre la sua intenzione di erigere una struttura sull'isola senza permesso di pianificazione. Nel luglio dello stesso anno, Hill fece sapere che stava invitando molte compagnie a fare offerte per i diritti di esplorazione petrolifera nelle acque territoriali di Forvik; al tempo stesso cercava di illustrare agli abitanti delle Shetland ciò che avrebbero ottenuto se avessero affermato i loro diritti legali e i vantaggi nel caso si fossero separati dal Regno Unito. Due mesi dopo egli dovette essere salvato da un elicottero della guardia costiera e da una scialuppa di salvataggio della Royal National Lifeboat Institution dopo che la sua imbarcazione, di compensato e priva di radio e giubbotti di salvataggio, stava per affondare. 

### Argomenti legali
Hill citò un accordo stipulato nel 1469 tra il re Cristiano I di Danimarca e il re Giacomo III di Scozia, in base al quale il primo aveva impegnato le isole Shetland al secondo per raccogliere fondi per la dote di sua figlia. Sosteneva che, poiché il prestito non venne mai rimborsato e non fu mai messo in atto nessun altro accordo legale, l'arcipelago rimaneva in un limbo costituzionale e avrebbe dovuto godere adeguatamente dello status di dipendenza dalla Corona britannica alla stessa stregua dell'isola di Man o delle isole del Canale. La validità delle sue argomentazioni non è stata accettata dal governo britannico.

### Altre attività di Hill
Durante la sua attività di promozione della secessione, Hill vendette "cittadinanze" per un valore compreso tra 60 e 540 £. Nel 2008 ne aveva vendute quasi cento. La tariffa per l'adesione alla micronazione venne successivamente ridotta a 20 £ all'anno. 
Nel 2011 Captain Calamity venne riconosciuto colpevole di due reati: aver emesso documenti da Forvik ed essersi rifiutato di pagare la tassa di circolazione al governo del Regno Unito. Nel 2015 Hill affermò di avere 218 "cittadini". 
In concomitanza con le elezioni generali nel Regno Unito del 2017, Hill si candidò nelle Orcadi e nelle Shetland come indipendente ("unlabelled"), ma arrivò ultimo con 245 voti (1,1%). Rifiutò di presentare l'istanza di rimborso delle sue spese elettorali, come richiesto dalla legge britannica.